# Aleksander Jan Cuza
Aleksander Jan Cuza (rum. Aleksandru Ioan Cuza; ur. 20 marca 1820 w Gałaczu, zm. 15 maja 1873 w Heidelbergu) – bojar mołdawski i książę (domnitor) Zjednoczonych Księstw Mołdawii i Wołoszczyzny.
Jego wizerunek został umieszczony na rumuńskiej monecie obiegowej o nominale 50 lejów bitej w latach 1991-1996.

## Młodość i dojście do władzy
Aleksander Jan Cuza pochodził z mołdawskiej rodziny bojarskiej. Zdobył wykształcenie na europejskim poziomie i został pułkownikiem armii mołdawskiej. W 1848, gdy Europę ogarnęła Wiosna Ludów, zarówno w Mołdawii, jak i na Wołoszczyźnie wybuchły rewolty. Aleksander J. Cuza należał wówczas w Jassach do grupy najbardziej radykalnych działaczy, żądających natychmiastowych, daleko idących zmian politycznych, a zwłaszcza ustąpienia znienawidzonego księcia Michała Sturdzy. Walki w Mołdawii szybko zostały stłumione, a młody Cuza został uwięziony w Wiedniu, skąd wkrótce uciekł z pomocą brytyjską.
Po powrocie do ojczyzny, w 1858 r. Cuza został ministrem wojny. Jako świetny mówca agitował za połączeniem Mołdawii i Wołoszczyzny. Korzystając z poparcia europejskich potęg 17 stycznia 1859 r. został obrany księciem Mołdawii. Kilkanaście dni później w Bukareszcie tron wołoski powierzono księciu Bibescu. Wywołało to zamieszki uliczne w mieście. W powtórzonym pod naciskiem ulicy głosowaniu 5 lutego jednogłośnie obwołano Cuzę również księciem Wołoszczyzny, co doprowadziło do unii personalnej obu państw. W 1861 r. władzę Aleksandra J. Cuzy na tych ziemiach potwierdził sułtan turecki Abdülaziz.

## Książę zjednoczonej Rumunii
Dwa lata później Cuza, który dotąd władał dwoma faktycznie niezależnymi państwami, zjednoczył Mołdawię i Wołoszczyznę w jeden organizm państwowy – Rumunię ze stolicą w Bukareszcie. Po tym wydarzeniu Cuza, panujący odtąd jako Aleksander Jan I, rozpoczął serię reform. Pierwszą z nich była decyzja o sekularyzacji dóbr klasztornych. Patriarchatowi Konstantynopola, do którego część z tych klasztorów należała, zaproponowano rekompensatę, lecz patriarcha Konstantynopola zerwał negocjacje na jej temat. Po kilku latach rząd rumuński wycofał się z tej propozycji. Reforma uwłaszczeniowa przysporzyła mu wielu przeciwników, zwłaszcza wśród konserwatystów. Próbowali zawetować ustawę, lecz Cuza to weto odrzucił i przeprowadził plebiscyt modyfikujący Konwencję Paryską (traktat pokojowy po wojnie krymskiej gwarantujący autonomię Mołdawii i Wołoszczyzny) – nierzeczywistą konstytucję (to referendum potwierdziło jego władzę). Następnie rozszerzył prawa wyborcze i zniósł status bojarów jako grupy uprzywilejowanej. Stworzył bazujące na Kodeksie Napoleona Kodeks cywilny i karny. Zreformował armię na styl europejski i założył uniwersytety w Bukareszcie i Jassach.

## Rodzina
W 1844 Cuza poślubił Elenę Rosetti. Jego żona nie mogła mieć dzieci, więc Cuza zaczął ją zdradzać. Elena nie protestowała, a nawet wychowywała jak własne dzieci, dwóch synów Cuzy (Alexandru Al. Ioan Cuzę, ur. między 1862 a 1864, zm. 1889, i Dimitrie Cuzę, ur. 1865, popełnił samobójstwo w 1888), i jego kochanki – Eleny Marii Catargiu-Obrenović.

## Upadek, emigracja i śmierć
W 1866 Cuza został obalony przez oficerów związanych z opozycją i w związku z tym emigrował. Na jego następcę został wybrany Karl von Hohenzollern-Sigmaringen, który przyjął imię Karol I. Cuza zmarł na wygnaniu po tułaczce z rodziną po Europie. Został pochowany w swojej rezydencji w Ruginoasie, a po wojnie jego ciało zostało przeniesione do Jass. Jego nagrobek znajduje się w przednawiu klasztornej cerkwi Trzech Świętych Hierarchów.